# ラザク・ピンポン
ラザク・ピンポン（Razak Pimpong、1982年12月30日 - ）は、ガーナの元サッカー選手。元ガーナ代表。ポジションはミッドフィールダー。

## 来歴
2002年12月に親善試合でガーナ代表デビュー。デビュー戦後、出場機会は無かったが、2006年5月に代表復帰、直後の2006 FIFAワールドカップではグループステージ全3試合に出場した。ガーナ代表で通算10試合に出場、1得点をあげた。

## 代表歴

### 出場大会
- ガーナ代表
  - 2006 FIFAワールドカップ

### 試合数
- 国際Aマッチ 10試合 1得点（2002年-2006年）[1]

| ガーナ代表 | 国際Aマッチ | 国際Aマッチ |
| 年         | 出場        | 得点        |
| ---------- | ----------- | ----------- |
| 2002       | 1           | 0           |
| 2003       | 0           | 0           |
| 2004       | 0           | 0           |
| 2005       | 0           | 0           |
| 2006       | 9           | 1           |
| 通算       | 10          | 1           |